# Fredrik von Strokirch
Johan Paul Fredrik Otto von Strokirch (uttalas [stro'tjirk]), född 9 juli 1824 i Sandhems socken, Skaraborgs län, död 4 juli 1903 i Ljungarum, Jönköpings län, var en svensk adelsman, lanthushållare och riksdagsman.
von Strokirch var från 1876 och i många år framöver ordförande i Jönköpings läns hushållningssällskap, representerade länet i riksdagens första kammare 1872-81, 1887 och 1896-1903 och invaldes 1880 i Lantbruksakademien. Han blev 1859 kammarherre och 1889 hovmarskalk.
Han var  ogift.